# Kannet
Kannet is de naam van de vroegere 'Katholieke Vereniging Gehandicapten' (KVG). Het is de grootste vereniging voor mensen met een handicap in Vlaanderen.

## Geschiedenis
De vereniging werd in 1945 in Antwerpen opgericht door Mathieu Van Gorp als de Katholieke Vereniging van Gebrekkigen en Verminkten (KVGV). De totstandkoming was een gevolg van de vele mensen die een beperking opliepen in de Tweede Wereldoorlog. In 1966 werd de naam veranderd in Katholieke Vereniging voor Gehandicapten. In 2023 kreeg de 16.000 leden tellende organisatie een volledig nieuwe naam, logo en huisstijl.
Kanunnik Jan Van Duffel van de Abdij van Tongerlo was sinds 1998 de nationale proost. In 2022 werd hij opgevolgd door Jan Beliën. 
Filip Thieren en Jozef D'Hoore zijn de covoorzitters van Kannet.  

## Visie
Kannet is een vereniging van en voor mensen met een handicap en hun familie en vrienden. De vereniging staat open alle mensen, ongeacht de handicap. Naast beroepskrachten drijft de vereniging ook en vooral op honderden vrijwilligers.

## Werking
Kannet biedt onder andere vormings- en informatieactiviteiten voor gezinnen, volwassenen met een verstandelijke handicap, jongvolwassenen met een fysieke handicap. De 200 plaatselijke afdelingen ("werkingen") putten uit een centrale informatie- en materialenbank, voornamelijk over sociale wetgeving, arbeid en tewerkstelling, en informatie met betrekking tot de handicap zelf. De plaatselijke kringen ontstaan dikwijls uit een praatgroep of een zelfhulpgroep. Zij zoeken dan ondersteuning en achtergrondinformatie bij Kannet. Veel van de plaatselijke afdelingen werken samen met andere verenigingen en ook met parochiale initiatieven. Een jaarlijks hoogtepunt zijn voor de leden vaak de speciale vakantiekampen.
Daarnaast treedt Kannet ook op als gesprekspartner en belangenverdediger voor de overheid of dienstverlenende instanties zoals het Vlaams Agentschap voor Personen met een Handicap en het Buitengewoon onderwijs.
Kannet geeft het ledenmagazine 'Kannet Gazet' uit, een tijdschrift over handicap in Vlaanderen dat viermaal per jaar verschijnt. Dit is niet alleen een ledenblad, maar wordt verruimd naar algemene onderwerpen, verslaggeving van wetenschappelijk onderzoek, vergelijking met gehandicaptenbegeleiding in het buitenland, toelichting van beleidsmaatregelen,... Het kent daardoor ook een ruimere verspreiding dan alleen bij de leden, met name bij al wie uit interesse of beroepshalve bij het gehandicaptenbeleid betrokken is.